# Oskar Ursinus

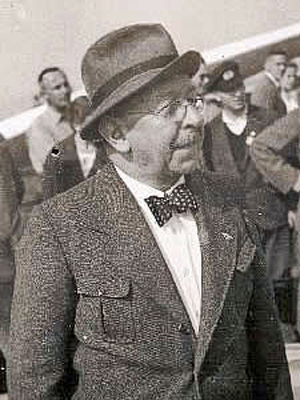
Oskar Ursinus in 1938

Carl Oskar Ursinus (Weißenfels, 11 maart 1877 - Frankfurt am Main, 6 juli 1952) was een Duitse luchtvaartpionier die vooral bekend is geworden om zijn bijdragen aan de zweefvliegerij. Zijn bijnaam was Rhönvater (Rhön vader) omdat hij de eerste Duitse zweefvliegclub oprichtte te Wasserkuppe in het Rhön gebergte in 1920.
Oskar Ursinus studeerde elektrotechniek en machinebouw in Mittweida. Na het behalen van zijn diploma was hij werkzaam voor Borsig te Duitsland en enige tijd te Roemenië. In 1908 in Duitsland begon Oskar Ursinus met het uitgeven van het blad Flugsport, nadat hij gefascineerd was geraakt door de nieuwe technologie van het vliegen. Dit tijdschrift zorgde ervoor dat er een netwerk ontstond van luchtvaartenthousiastelingen en droeg tevens bij aan de totstandkoming van de eerste Internationale Luchtvaartentoonstelling, het ILA, in 1909 in Frankfurt. Ursinus bleef redacteur van het blad tot 1945.
In 1914 moest hij in het Duitse leger dienen en vroeg hij een post aan als vliegtuigontwerper. Hij kreeg daarop een aanstelling bij de Gothaer Waggonfabrik AG, alwaar hij zich kon bezighouden met het ontwerpen van vliegtuigen. De beroemde Gotha-bommenwerpers van de Eerste Wereldoorlog waren allemaal afgeleid van Ursinus' oorspronkelijke ontwerp uit 1915. Zijn ware passie lag echter bij watervliegtuigen. In 1916 ontwierp hij een revolutionair watervliegtuig met inklapbare drijvers, dat echter werd vernield voordat er zelfs maar mee getest kon worden.
Na de oorlog was het Duitsland volgens het Verdrag van Versailles verboden om nog vliegtuigen met motor te produceren. De Duitse luchtvaartpioniers richtten hun aandacht daarom op zweefvliegen. In 1920 organiseerde Oskar Ursinus een wedstrijd zweefvliegen op de Wasserkuppe, een berg in het Rhöngebergte dat erg geschikt was voor zweefvluchten. Tweeëntwintig mensen waren aanwezig tussen 15 juni en 15 september waaronder Wolf Hirth en andere zweefvliegpioniers, zij zijn bekend geworden als de Rhön-Rossitten Gesellschaft.
In de daaropvolgende tien jaar groeide de belangstelling voor deze bijeenkomst en werd het een internationaal gebeuren. Oskar Ursinus bouwde in 1924 het eerste clubhuis op de Wasserkuppe. Daarnaast experimenteerde hij met vliegtuigen aangedreven door menselijke kracht toen de Tweede Wereldoorlog uitbrak. Na de oorlog heeft hij de eerste vlucht van een dergelijk vliegtuig nog net kunnen meemaken.
Heden ten dage wordt hij in Duitsland gezien als de vader van de zweefvliegerij. De Duitse overkoepelende organisatie voor zelfbouwvliegtuigen, de Oskar Ursinus-Vereinigung, is bij haar oprichting in 1968 naar hem vernoemd.